# بورنتشاي ثونغبوران
بورنتشاي ثونغبوران (بالتايلندية: พรชัย ทองบุราณ) (مواليد 1 يوليو 1974) هو ملاكم تايلاندي، مثّل بلاده في الألعاب الأولمبية الصيفية 2000.

## روابط خارجية
بورنتشاي ثونغبوران على موقع أوليمبيديا (الإنجليزية)